# 百済王俊哲
百済王 俊哲（くだらのこにきし しゅんてつ、旧字体：百濟王 俊哲）は、奈良時代から平安時代初期にかけての貴族・武人。官位は従四位下・陸奥鎮守将軍。勲等は勲三等。

## 経歴
光仁朝の宝亀6年（775年）鎮守将軍・大伴駿河麻呂らと共に、陸奥国で叛乱を起こし桃生城に侵攻した夷俘を鎮圧・服従させ、俊哲は勲六等の叙勲を受ける（この時の位階は従六位下）。さらに宝亀9年（778年）には蝦夷征討に軍功があったとして勲五等に叙せられる。
宝亀11年（780年）3月に発生した宝亀の乱と前後して従五位下、次いで4月に従五位上と続けて昇進し、同年6月には反乱鎮圧のために鎮守将軍・藤原小黒麻呂の配下として陸奥鎮守副将軍に任ぜられる。また乱中、矢が尽きてさらには蝦夷に囲まれるという絶体絶命の状況に陥るものの、神力により救われたとして、同年12月に陸奥国の桃生・白河などの郡の神11社を官幣社に加えるように朝廷に申請し、許されている。天応元年（781年）に俊哲は正五位上と二階昇進し、勲四等の叙勲を受けている。
延暦6年（787年）鎮守将軍に昇格した。その後、何らかの事件に連座し日向権介に左遷されるが、延暦9年（790年）赦免され入京を許される。免罪の理由として、その武官としての才が惜しまれたため、または百済王氏を外戚とする詔が出されたことによる同氏への待遇の上昇のためであるとの説がある。延暦10年（791年）正月に蝦夷征討を目的に坂上田村麻呂と共に東海道に派遣されて兵士の検閲と武具の検査を実施、まもなく下野守に任ぜられ、さらに同年中に陸奥鎮守将軍を兼ねた。
延暦14年（795年）8月7日卒去。最終官位は従四位下陸奥鎮守将軍兼下野守。

## 官歴
『続日本紀』による。
- 時期不詳：従六位下
- 宝亀6年（775年） 11月15日：勲六等
- 宝亀9年（778年） 6月25日：勲五等
- 時期不詳：正六位上
- 宝亀11年（780年） 3月20日：従五位下。4月26日：従五位上。6月8日：陸奥鎮守副将軍
- 天応元年（781年） 9月22日：正五位上（越階）、勲四等
- 延暦6年（787年） 閏5月5日：日向権介
- 延暦9年（790年） 3月4日：免罪令入京
- 延暦10年（791年） 正月22日：下野守。7月13日：征夷副使。9月22日：陸奥鎮守将軍
- 時期不詳：従四位下。勲三等
- 延暦14年（795年） 8月7日：卒去（従四位下陸奥鎮守将軍兼下野守）[5]

## 系譜
- 父：百済王理伯[6]
- 母：不詳
- 生母不明の子女
  - 男子：百済王聡哲（769-827）[6]
  - 男子：百済王教徳（?-822）[6]
  - 男子：百済王教俊[6]
  - 女子：百済王教法（?-840）[6] - 桓武天皇女御
  - 女子：百済王貴命（?-851）[5] - 嵯峨天皇女御